# Prix du Gouverneur général : romans et nouvelles de langue française
Le prix du Gouverneur général : romans et nouvelles de langue française est l'une des récompenses littéraires les plus prestigieuses du Canada. Ce prix fut décerné pour la première fois en 1959, en même temps que les autres prix de langue française.

## Liste des lauréats
Voici la liste des lauréats de cette catégorie :
- 1959 - André Giroux, Malgré tout, la joie
- 1960 - non décerné
- 1961 - Yves Thériault, Ashini
- 1962 - Jacques Ferron, Contes du pays incertain
- 1963 - non décerné
- 1964 - Jean-Paul Pinsonneault, Les Terres sèches
- 1965 - Gérard Bessette, L'Incubation
- 1966 - Claire Martin, La Joue droite
- 1967 - Jacques Godbout, Salut Galarneau
- 1968 - Marie-Claire Blais, Manuscrits de Pauline Archange et Hubert Aquin, Trou de mémoire (refusé par l'auteur).
- 1969 - Louise Maheux-Forcier, Une forêt pour Zoé
- 1970 - Monique Bosco, La Femme de Loth
- 1971 - Gérard Bessette, Le Cycle
- 1972 - Antonine Maillet, Don l'Orignal
- 1973 - Réjean Ducharme, L'Hiver de force
- 1974 - Victor-Lévy Beaulieu, Don Quichotte de la démanche
- 1975 - Anne Hébert, Les Enfants du sabbat
- 1976 - André Major, Les Rescapés
- 1977 - Gabrielle Roy, Ces enfants de ma vie
- 1978 - Jacques Poulin, Les Grandes Marées
- 1979 - Marie-Claire Blais, Le Sourd dans la ville
- 1980 - Pierre Turgeon, La Première Personne
- 1981 - Denys Chabot, La Province lunaire
- 1982 - Roger Fournier, Le Cercle des arènes
- 1983 - Suzanne Jacob, Laura Laur
- 1984 - Jacques Brault, Agonie
- 1985 - Fernand Ouellette, Lucie ou un midi en novembre
- 1986 - Yvon Rivard, Les Silences du corbeau
- 1987 - Gilles Archambault, L'Obsédante obèse et Autres Agressions
- 1988 - Jacques Folch-Ribas, Le Silence ou le Parfait Bonheur
- 1989 - Louis Hamelin, La Rage
- 1990 - Gérald Tougas, La Mauvaise Foi
- 1991 - André Brochu, La Croix du Nord
- 1992 - Anne Hébert, L'Enfant chargé de songes
- 1993 - Nancy Huston, Cantique des plaines
- 1994 - Robert Lalonde, Le Petit Aigle à tête blanche
- 1995 - Nicole Houde, Les Oiseaux de Saint-John Perse
- 1996 - Marie-Claire Blais, Soifs
- 1997 - Aude, Cet imperceptible mouvement
- 1998 - Christiane Frenette, La Terre ferme
- 1999 - Lise Tremblay, La Danse juive
- 2000 - Jean-Marc Dalpé, Un vent se lève qui éparpille
- 2001 - Andrée A. Michaud, Le Ravissement
- 2002 - Monique LaRue, La Gloire de Cassiodore
- 2003 - Élise Turcotte, La Maison étrangère
- 2004 - Pascale Quiviger, Le Cercle parfait
- 2005 - Aki Shimazaki, Hotaru
- 2006 - Andrée Laberge, La Rivière du loup
- 2007 - Sylvain Trudel, La Mer de la Tranquillité
- 2008 - Marie-Claire Blais, Naissance de Rebecca à l’ère des tourments
- 2009 - Julie Mazzieri, Le Discours sur la tombe de l'idiot
- 2010 - Kim Thúy, Ru
- 2011 - Perrine Leblanc, L'Homme blanc
- 2012 - France Daigle, Pour sûr
- 2013 - Stéphanie Pelletier, Quand les guêpes se taisent
- 2014 - Andrée A. Michaud, Bondrée
- 2015 - Nicolas Dickner, Six degrés de liberté
- 2016 - Dominique Fortier, Au péril de la mer
- 2017 - Christian Guay-Poliquin, Le Poids de la neige
- 2018 - Karoline Georges, De synthèse
- 2019 - Céline Huyghebaert, Le drap blanc
- 2020 - Sophie Létourneau, Chasse à l'homme[1]
- 2021 - Fanny Britt, Faire les sucres[2]
- 2022 - Alain Farah, Mille secrets mille dangers[3]
- 2023 - Marie Hélène Poitras, Galumpf[4]
- 2024 - Steve Poutré[5], Lait cru